# Kościół św. Stanisława Kostki w Hrubieszowie
Kościół św. Stanisława Kostki (dawna cerkiew greckokatolicka, potem prawosławna cerkiew św. Mikołaja) – zabytkowy rzymskokatolicki kościół parafialny i sanktuarium Matki Bożej Sokalskiej, mieszczące się w Hrubieszowie, w województwie lubelskim, na obszarze diecezji zamojsko-lubaczowskiej.

## Historia
Budynek został wzniesiony w latach 1795–1828 w stylu barokowym jako cerkiew unicka pod wezwaniem św. Mikołaja. W 1875 r., po likwidacji unickiej diecezji chełmskiej, została zmieniona na cerkiew prawosławną. W 1918 r. obiekt przejął Kościół łaciński, przemianowując go na kościół św. Stanisława Kostki. 
Świątynia została gruntownie restaurowana w 1953 r. Obecnie reprezentuje styl barokowo-klasycystyczny, posiada niski przedsionek oraz zdobioną pilastrami elewację. W roku 1868 została dobudowana od wschodu dzwonnica.
Obecnie kościół należy do zakonu bernardynów. W głównym ołtarzu znajduje się oficjalna kopia obrazu Matki Bożej Sokalskiej autorstwa malarza Jerzego Kumali, otoczona szczególnym kultem.

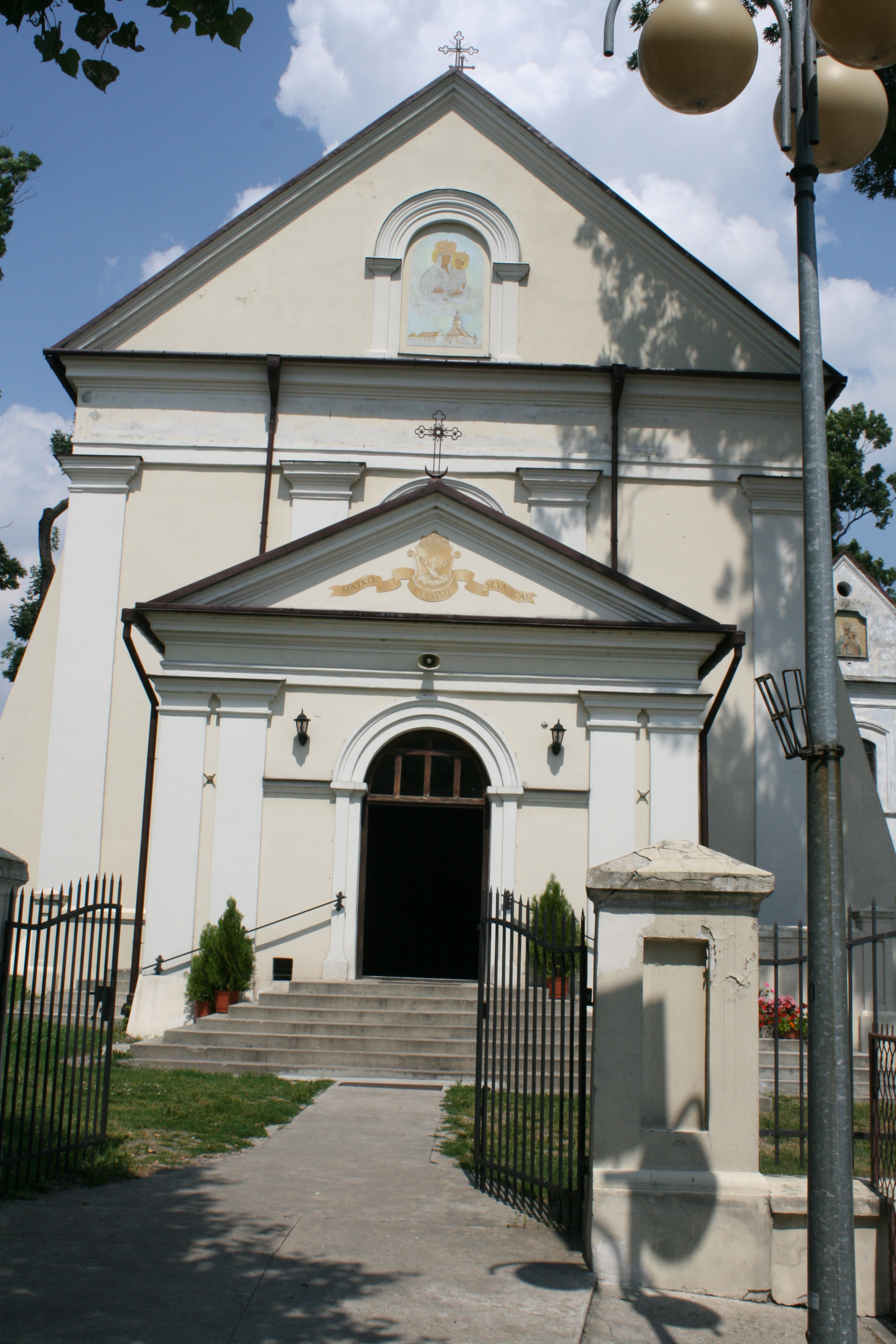
Front świątyni
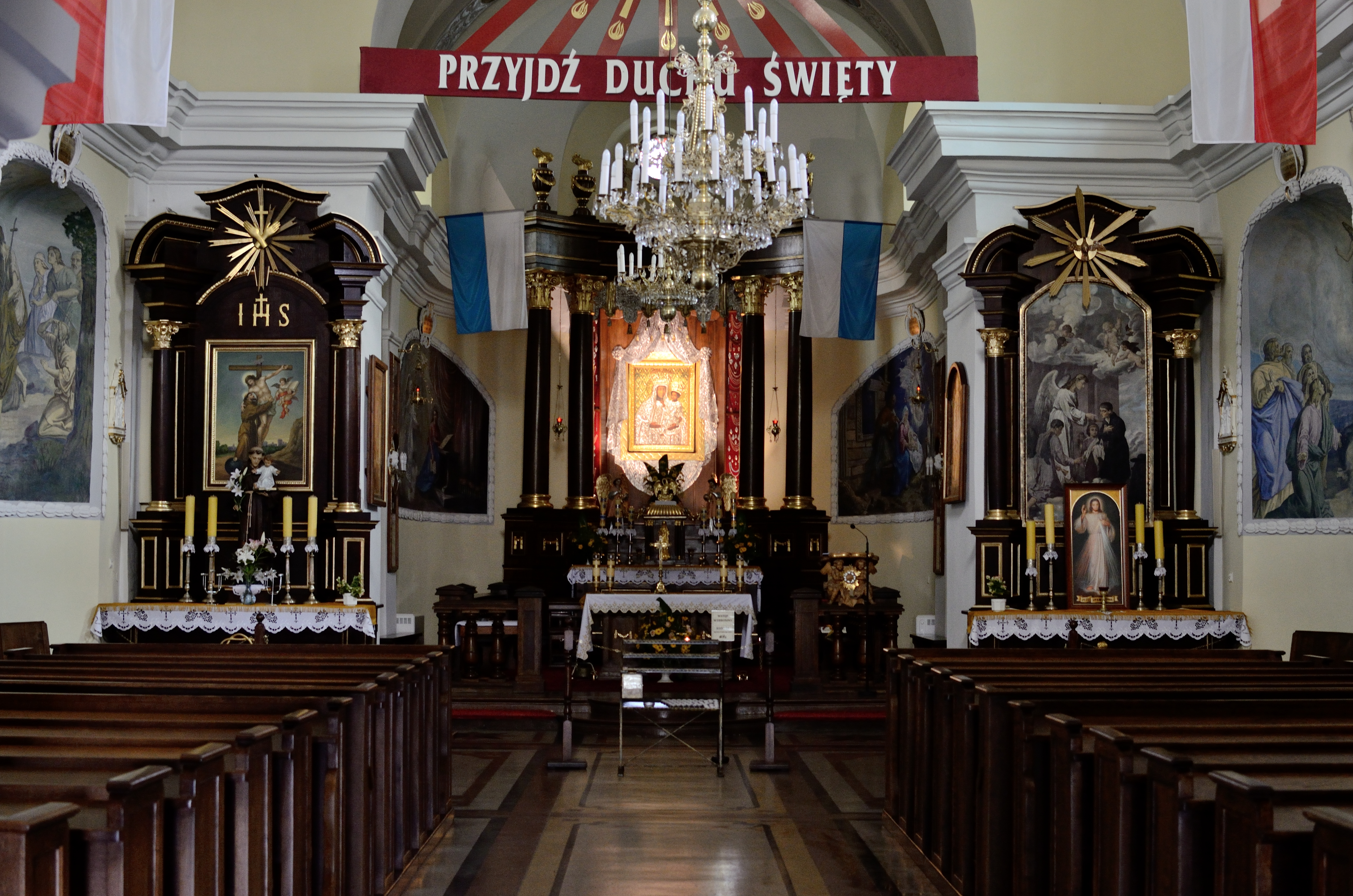
Wnętrze świątyni
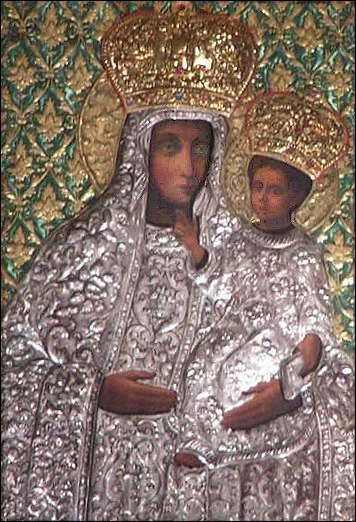
Kopia obrazu Matki Bożej Sokalskiej autorstwa Jerzego Kumali